# Плохая девчонка (фильм, 1931)
«Плохая девчонка» (англ. Bad Girl) — фильм Фрэнка Борзейги, США, 1931 год. Мелодрама с элементами социальной драмы, созданная по пьесе Вины Дальмар. Картина была представлена на премию Оскар в трёх номинациях и получила две из них — за лучшую режиссуру и за лучший адаптированный сценарий.

## Сюжет
Один год из жизни небогатых молодых американцев. Эдди Коллинз (Данн) работает продавцом в магазине радиотоваров, он не богат и вынужден экономить на всём, в надежде со временем открыть собственный бизнес. Эдди знакомится с Дороти Хэйли (Эйлерс) и, несмотря на постоянные насмешки её подруги Эдны Дриггз (Гомбелл), влюбляется в неё. Молодая пара начинает жить вместе. Постоянная занятость не позволяет юноше уделять должное внимание своей возлюбленной, что значительно осложняет психологическую обстановку в семье. О том, что Дороти беременна Эдди узнаёт от Эдны много позже многих других знакомых. Для того, чтобы заработать 350 долларов для оплаты услуг лучшего акушера-гинеколога, Коллинз принимает участие в нелегальных кулачных боях. Доктор, наблюдающий беременность, узнав каким образом Эдди заработал деньги, открывает для ребёнка банковский счёт и перечисляет туда часть своего гонорара. Вскоре у пары благополучно рождается мальчик. Счастливые родители в такси везут новорожденного домой.

## В ролях
- Салли Эйлерс — Дороти Хэйли
- Джеймс Данн — Эдди Коллинз
- Минна Гомбелл — Эдна Дриггз
- Клауд Кинг — доктор Бурджесс
- Ирвинг Бейкон — выжидательный отец (в титрах не указан)

## Художественные особенности
Чувственная и трогательная история, созданная Фрэнком Борзейги на полутонах, равномерно развивается от начала и до конца фильма. Режиссёр иногда жертвует действием в пользу эмоциональных диалогов, в которых часто используется сленг. При этом жёсткие выражения не звучат оскорбительно, так как произносятся персонажами с непосредственностью и всегда уместно.

## Награды
Кроме полученных «Оскаров» за лучшую режиссуру и лучший адаптированный сценарий, картина была номинирована на премию «Оскар» за лучший фильм года, однако уступила награду фильму Ирвинга Тальберга «Гранд-отель».

## Критика
Обозреватель «The New York Times» в рецензии, которая последовала сразу после выхода фильма, главным достоинством картины назвал актёрское мастерство всего трио главных героев 

Салли Эйлерс в роли Дороти Хэйли всё делает отлично. Она под внимательным руководством г-на Борзейги точно чувствует изменения настроения героини. Минна Гомбелл также хорошо служит этой цели благодаря её талантливому воплощению образа Эдны. Но мистер Данн — главный исполнитель, обладающий бесспорной индивидуальностью. Иногда, как кажется без малейших усилий, он делает нечто, и множество глаз влажнеют от слёз, и множество губ начинают дрожать… 
«Variety», в целом оценивая картину как очень качественную постановку, наиболее сильной её стороной называет сцены с доктором Бурджессом.
Современная аннотация на ресурсе TV Guide коротка и достаточно ёмка: «Достаочно устаревшая, но трогательная мелодрама».